# Ovčín

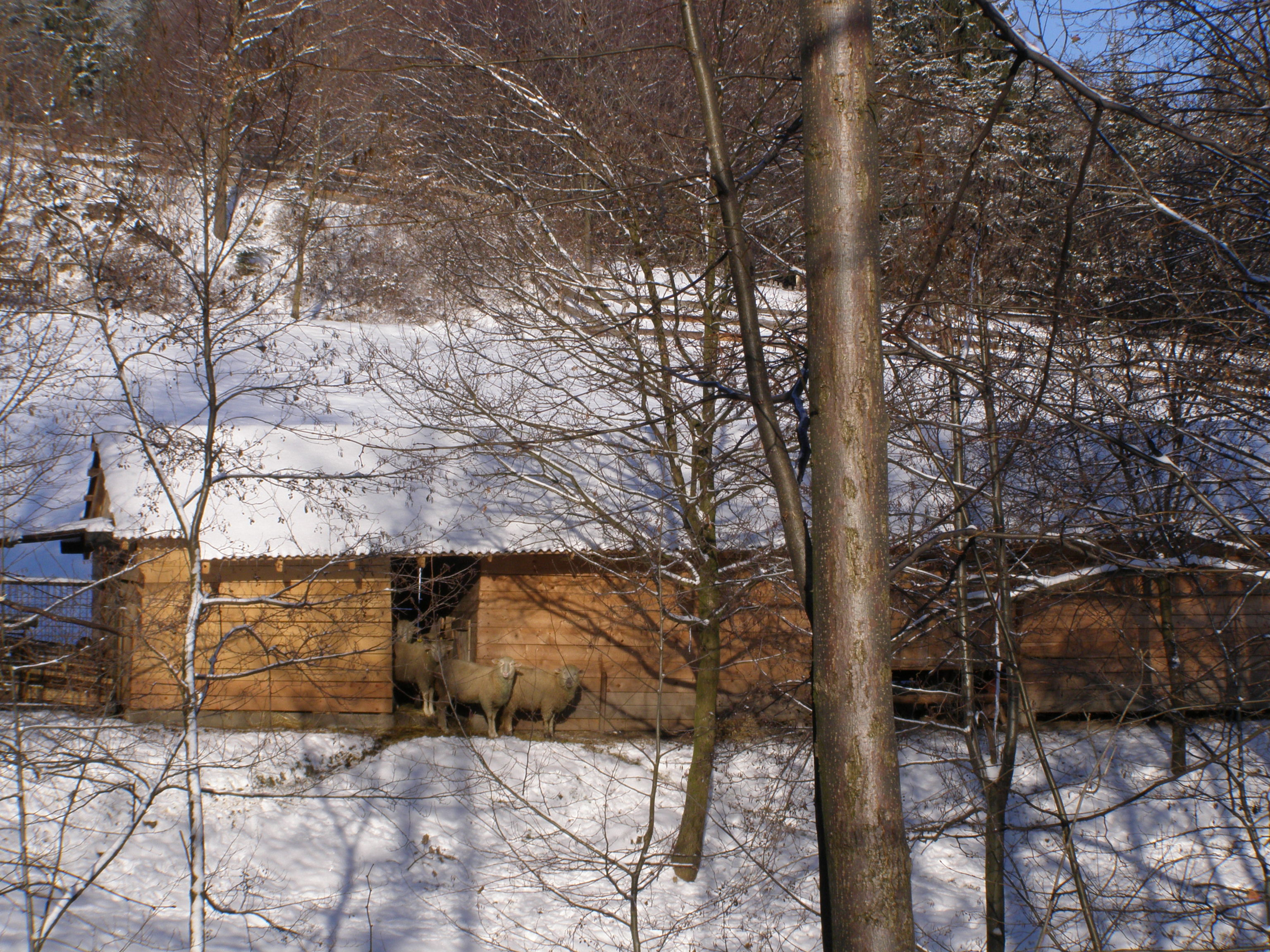
Ovčín v Metylovicích

Ovčín (též ovčírna, řídce ovčinec) je název prostoru, který slouží k ustájení ovcí. Obvykle se jedná o roubený či zděný chlév, který se nachází na statku či v jiném hospodářském stavení.
Na českých vesnicích stávaly ovčíny ve staveních obvykle za špýcharem proti chlévům koní a hovězího dobytka, jindy na konci stavení, popřípadě jinde. Uvnitř ovčince bývaly nejméně dva oddělené prostory (pro staré ovce a mladý chov). Nad nimi bývala ukládána píce.
Po většinovém zániku chovu ovcí se ovčíny často měnily v nejrůznější dílny, skladiště, chlívky, řezárny ap.
Horské stavby určené pro chov ovcí bývají také někdy označovány slovem salaš, či nesprávně slovem koliba.